# Colluricincla
Colluricincla é um género de ave da família Corvidae.
Este género contém as seguintes espécies:
- Colluricincla boweri
- Colluricincla harmonica
- Colluricincla megarhyncha
- Colluricincla sanghirensis
- Colluricincla tenebrosa
- Colluricincla umbrina
- Colluricincla woodwardi